# Seznam hráčů go

## Významní světoví goisté

### A
- Jošiteru Abe
- Intecu Akaboši
- Kazumi Akedo
- Džiró Akijama
- Nobuo Amajake
- Takeo Andó
- Kikujo Aoki
- Šiniči Aoki
- Takeši Aragaki
- Šúzó Awadži

### B
- Šigeru Baba
- Dragoş Băjenaru

### C
- Cchao Ta-jüan
- Acuši Curujama

### Č
- Čchang Chao
- Čchen Jaoje
- Čchoi Čchol-han
- Čchoi Mjong-hun
- Kaori Činen
- Čo Hansung
- Čo Čchihun
- Čo Sondžin
- Čo Hunhjon
- Čo Namčchol

### F
- Feng Jun
- Hidejuki Fudžisawa
- Hósai Fudžisawa
- Masaaki Fukui
- Susumu Fukui

### G
- Go Seigen
- Gu Li

### H
- Ha Chanseok
- Han Zenki
- Dógen Handa
- Naoki Hane
- Jasumasa Hane
- Šódži Hašimoto
- Utaro Hašimoto
- Naoto Hikosaka
- Hirose Heidžiró
- Kunihisa Honda
- Honinbó Čihaku
- Honinbó Dóecu
- Honinbó Sanecu
- Honinbó Šúhaku
- Honinbó Šúsai
- Honinbó Šúwa
- Honinbó Dóči
- Honinbó Dósaku
- Honinbó Dóteki
- Honinbó Džówa
- Honinbó Sansa
- Honinbó Šúei
- Honinbó Šúho
- Honinbó Šúsaku
- Masaki Hošino
- Hu Yaoyu
- Huang Longshi
- Huang Yizhong

### I
- Júta Ijama
- Tošija Imamura
- Inoue Gennan Inseki
- Akira Išida
- Jošio Išida
- Kunio Išii
- Kaoru Iwamoto
- Tacuaki Iwata

### J
- Jie Li
- Toširó Jamabe
- Kimio Jamada
- Takudži Jamada
- Hiroši Jamaširo
- Keigo Jamašita
- Kacunori Janaka
- Sanči Jasui
- Hadžime Jasunaga
- Norimoto Joda
- So Jókoku
- Šigeaki Jokota
- Cuzuki Joneko
- Jukari Jošihara
- Satoši Júki

### K
- Toširó Kagejama
- Takeo Kadžiwara
- Kang Cheol-min
- Kang Dongyun
- Džun'iči Karigane
- Satoši Kataoka
- Acuši Kató
- Masao Kató
- Jasuró Kikuči
- Kim Dong Hee
- Kim In
- Kim Shushun
- Minoru Kitani
- Tecuja Kijonari
- Ko Geuntae
- Iso Kó
- Ko Reibun
- Izumi Kobajaši
- Kóiči Kobajaši
- Satoru Kobajaši
- Hideki Komacu
- Kong Jie
- Oskar Korschelt
- Jasuo Kojama
- Šuči Kubouči
- Norio Kudó

### L
- Lee Chang-ho
- Lee Sedol
- Li Ang (Go)
- Li Zhe
- Liu Xiaoguang
- Liu Xing
- Luo Xihe
- Lukáš Podpěra

### M
- Ma Xiaochun
- Nobuaki Maeda
- Kana Mannami
- Takehisa Macumoto
- Hideki Macuoka
- Csaba Mérõ
- Tomojasu Mimura
- Mingjiu Jiang
- Naoki Mijamoto
- Hidehiro Mijašita
- Goró Mijazawa
- Tomočika Mizokami
- Mok Jin-seok
- Mičihiro Morita
- Daisuke Murakawa

### N
- Dóseki Nakamura
- Šinja Nakamura
- Nie Weiping

### O
- O Meien
- Ó Rissei
- Júsuke Óeda
- Masaki Ogata
- Šúzó Óhira
- Júzó Óta
- Hideo Ótake

### P
- Paek Hongsuk
- Pak Yeong-hun
- Park Jungsang
- Park Seunghyun
- Piao Wenyao

### Q
- Qian Yuping
- Qiu Jun

### R
- Michael Redmond
- Rui Naiwei
- Rjú Šikun

### S
- Hidejuki Sakai
- Tošio Sakai
- Eio Sakata
- Sunao Sató
- Kensaku Segoe
- Seo Bongsoo
- Taiki Seto
- Shao Weigang
- Tošihiro Šimamura
- Song Tae Kon
- Masao Sugiuči
- Keizó Suzuki

### T
- Kaku Takagawa
- Šindži Takao
- Masaki Takemija
- Tang Li
- Catalin Taranu
- Team Hangame
- Team Number 1 Fire Insurance
- Team Pimang
- Ting Wej
- Hiroaki Tóno

### U
- U.S.-Canada Team Tournament (go)
- Jošio Ueki

### W
- Wang Lei (Go)
- Wang Ming-wan
- Wang Xi
- Manfred Wimmer

### X
- Xie He (Go)

### Y
- Yoo Changhyuk
- Yu Bin
- Yun Kihyeon
- Yun Junsang

### Z
- Zhou Heyang
- Zhou Junxun
- Zhou Ruiyang
- Zhujiu Jiang